# 大石義胤
大石 義胤（おおいし よしたね）は、大内氏の第16代当主である大内義隆の四男。

## 生涯
天文20年（1551年）9月、陶隆房（後の陶晴賢）が大内義隆を討った大寧寺の変の時、大内家で女官として仕えていた大原氏の娘が義隆の子を身籠もっており、追っ手から逃れて石見国真砂で出産したとされる。生まれた男子は大内志摩大輔義胤と名付けられたが、大内の「大」と出生場所の直見石（たたみいし）の「石」を取って、大石姓を名乗って石見大石氏の初代となった。
後に石見益田氏重臣の城一正納の食客となり、1570年に福屋隆兼の娘を娶り長男・國之助を儲ける。さらに次男と三男も生まれている。天正13年（1585年）2月26日没。
國之助は播磨国の浅野家へ仕え500石を領した。なお、この子孫から大石内蔵助が誕生したという伝説も残る。